# Пирита (река)
Пи́рита (эст. Pirita jõgi), ранее также Бриги́товка — река на территории Эстонии. Впадает в Финский залив Балтийского моря. Одна из самых больших рек уезда Харьюмаа.
Пирита — единственная река, протекающая через Таллин. В её устье расположен Олимпийский центр парусного спорта, построенный к Московской Олимпиаде 1980 года. Недалеко от него находятся развалины монастыря Святой Бригитты. Оба объекта внесены в Государственный регистр памятников культуры Эстонии. В нижнем течении реки также находится Пиритаский спортивный комплекс, включающий в себя велодром, площадки для тенниса и баскетбола, открытый ледовый каток (работает только зимой) и лесные тропы здоровья.

## Названия
В древности река Пирита называлась Хирвейыги (эст. Hirvejõgi), также Хирвеоя (Hirwenoye, эст. Hirveoja).
Другие названия реки: Арду (эст. Ardu), Равила (эст. Ravila), Козе (эст. Kose), Вайда (эст. Vaida), Васкъяла (эст. Vaskjala).
В энциклопедическом словаре Брокгауза и Ефрона река упоминается под названиями Бригиттен, Бригитовка, Кошер, Гирвеншер, Вайчер и Саульшербах.

## Географическое положение и описание
Река берёт своё начало в юго-восточной части болота Пусусоо (эст. Pususoo). Её исток расположен в трёх километрах к юго-западу от деревни Саарнакырве уезда Харьюмаа, недалеко от границы с уездами Рапламаа и Ярвамаа. Верхнее течение реки находится в природном парке Кырвемаа, среднее течение и бо́льшая часть нижнего проходят по Северо-Эстонскому глинту (часть Балтийско-Ладожского глинта), предустьевая часть — по Северо-Эстонской прибрежной низменности.
Длина реки составляет 106,9 км, вместе с притоками — 118,1 км, площадь водосборного бассейна — 807,8 км². Несудоходна.
В 1960 году для регулирования уровня воды в озере Юлемисте в верхнем течении реки Пирита было образовано водохранилище Паункюла. В 1971 году в нижнем течении реки было создано меньшее водохранилище в деревне Васкъяла, где часть речной воды через канал направляется в озеро Юлемисте. В 1975 году в водохранилище Паункюла начали также выводить воду из реки Ягала в районе деревни Саэ. В 1980 году водохранилище было перестроено в гидроузел, и вода верхнего течения реки Пирита была направлена вдоль водохранилища, для чего на его западном берегу было вырыто искусственное русло. Ниже водохранилища — в окрестностях населённых пунктов Паункюла, Сымеру, Равила, Козе и Саула — река течёт уже в природном русле; она извилиста и имеет высокие берега. У деревни Тухала река поворачивает на север, и высокие берега сменяются низкими. В северном направлении река течёт до городища Иру, откуда поворачивает к западо-северо-западу и, делая многочисленные извивы, впадает в Таллинский залив в районе Пирита.
В верхнем течении река протекает преимущественно через болотистые леса, где заселённость людьми редкая. Единственный большой населённый пункт там — это посёлок Арду. В среднем и нижнем течении окрестности реки в большинстве своём заселены плотно. Крупнейшими поселениями на берегах и в окрестностях реки Пирита являются (по ходу течения) Паункюла, Равила, Козе, Козе-Ууэмыйза, Вайда, Юри, Лагеди, Лоо и далее — таллинские микрорайоны Козе, Маарьямяэ и Пирита.

## Экология и рыболовство
В низовьях, от деревни Вяо до Нарвского шоссе и Пиритаского монастыря, река протекает по живописной долине, которая с 1957 года является природным парком. Его площадь составляет 707,1 га.
В части рыболовства среднее течение Пирита в основном относится к щучьему типу рек и порожистое нижнее течение — к форелевому типу. Река внесена в список мест обитания и ловли лососей, речной форели, морской форели и хариуса. Как водный объект обитания лососей охраняется государством. Рыболовную ценность реки снижает загрязнение в её верхнем течении и нерегулярное обширное колебание уровня воды в среднем течении.

## Галерея

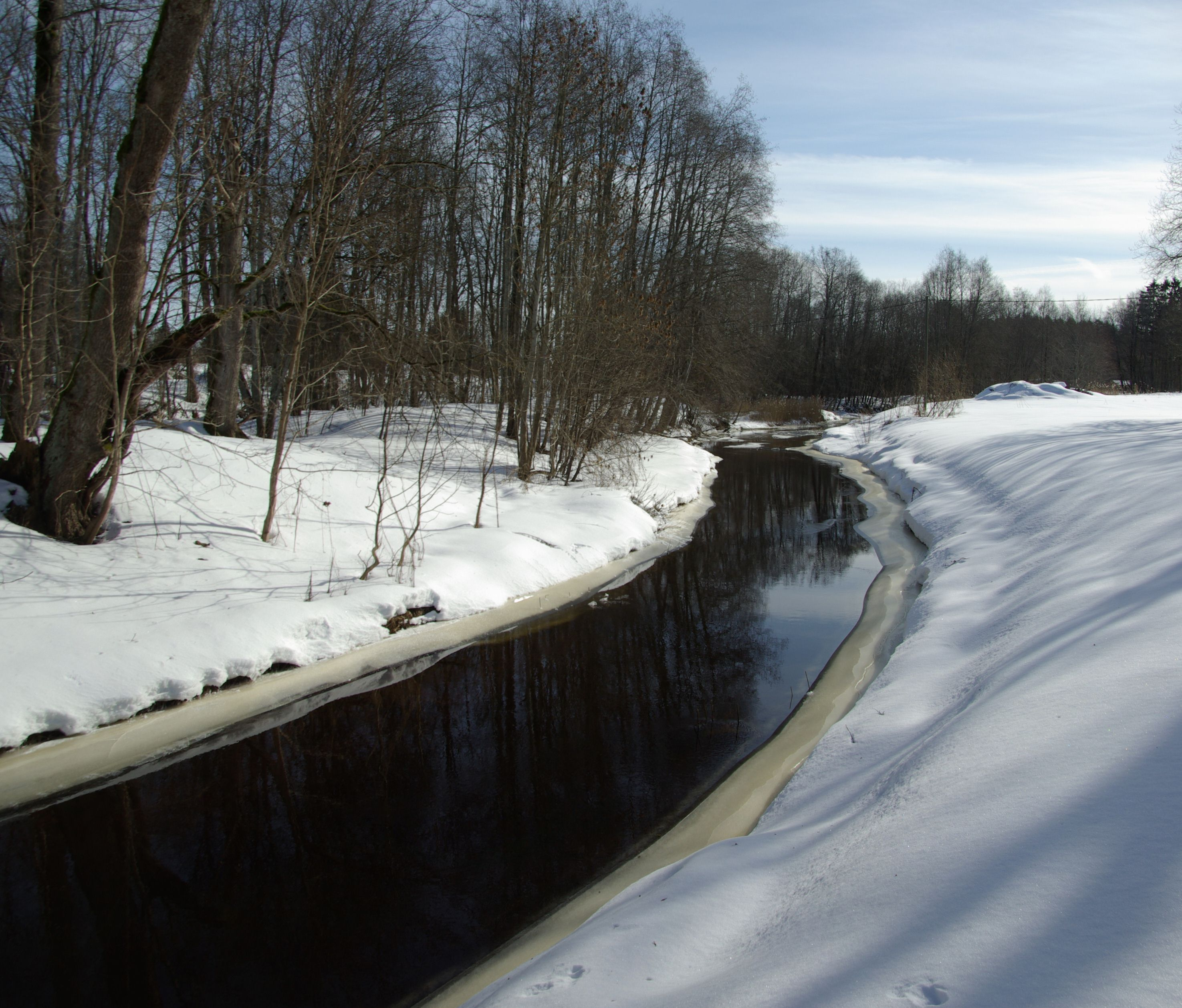
Река Пирита возле мызы Паункюла в марте
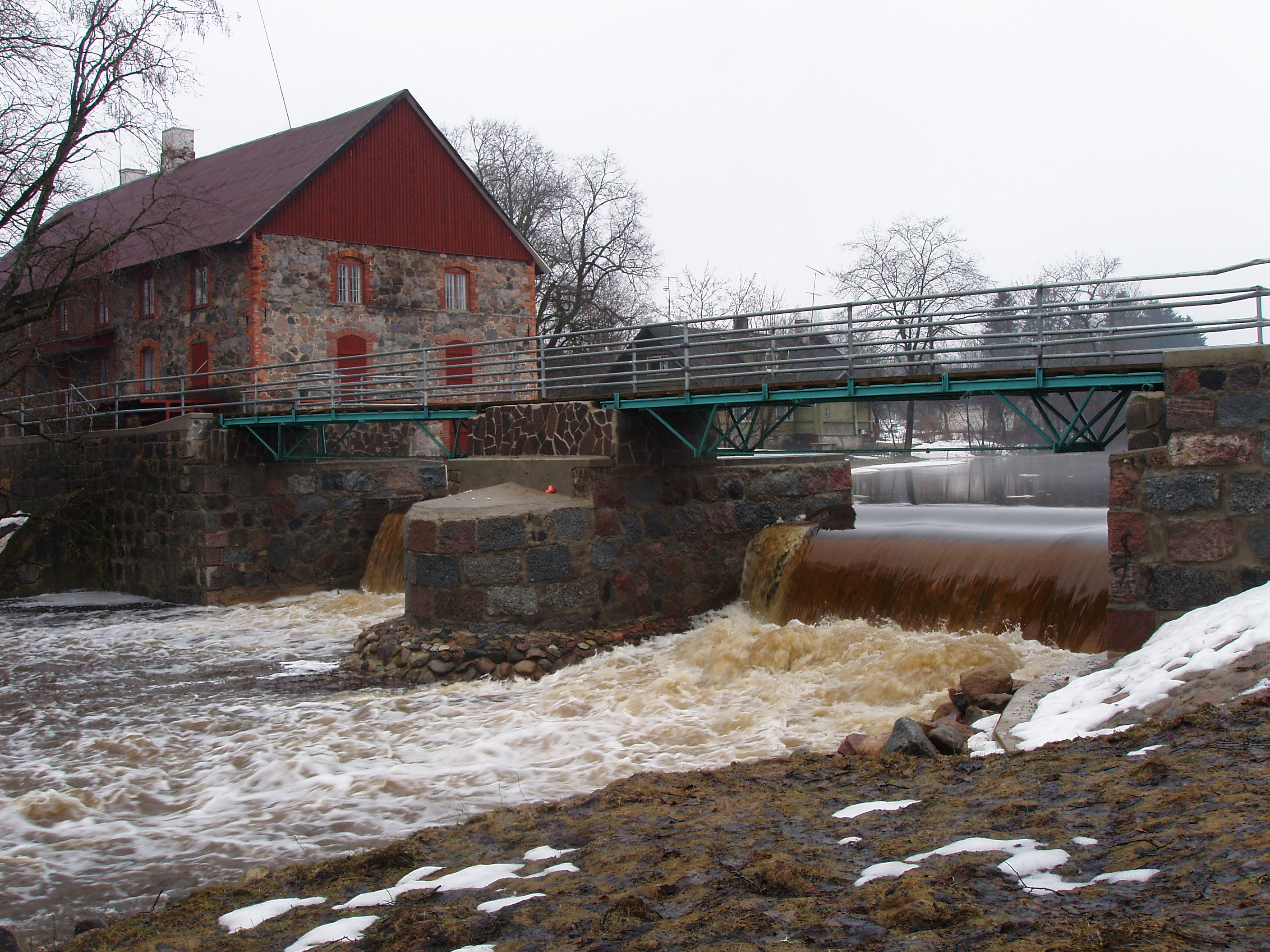
Река Пирита в посёлке Козе
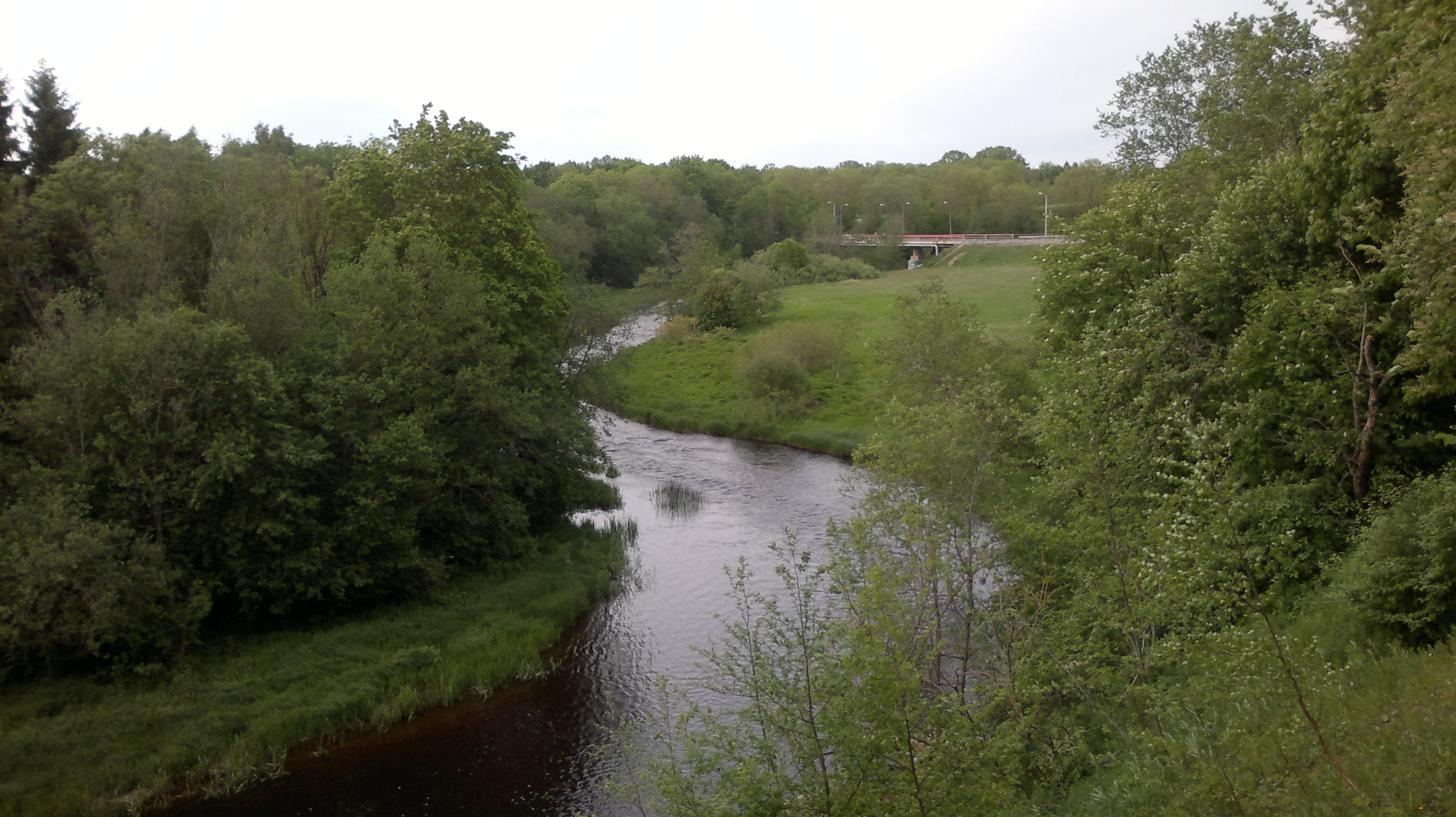
Река Пирита возле Ируского моста
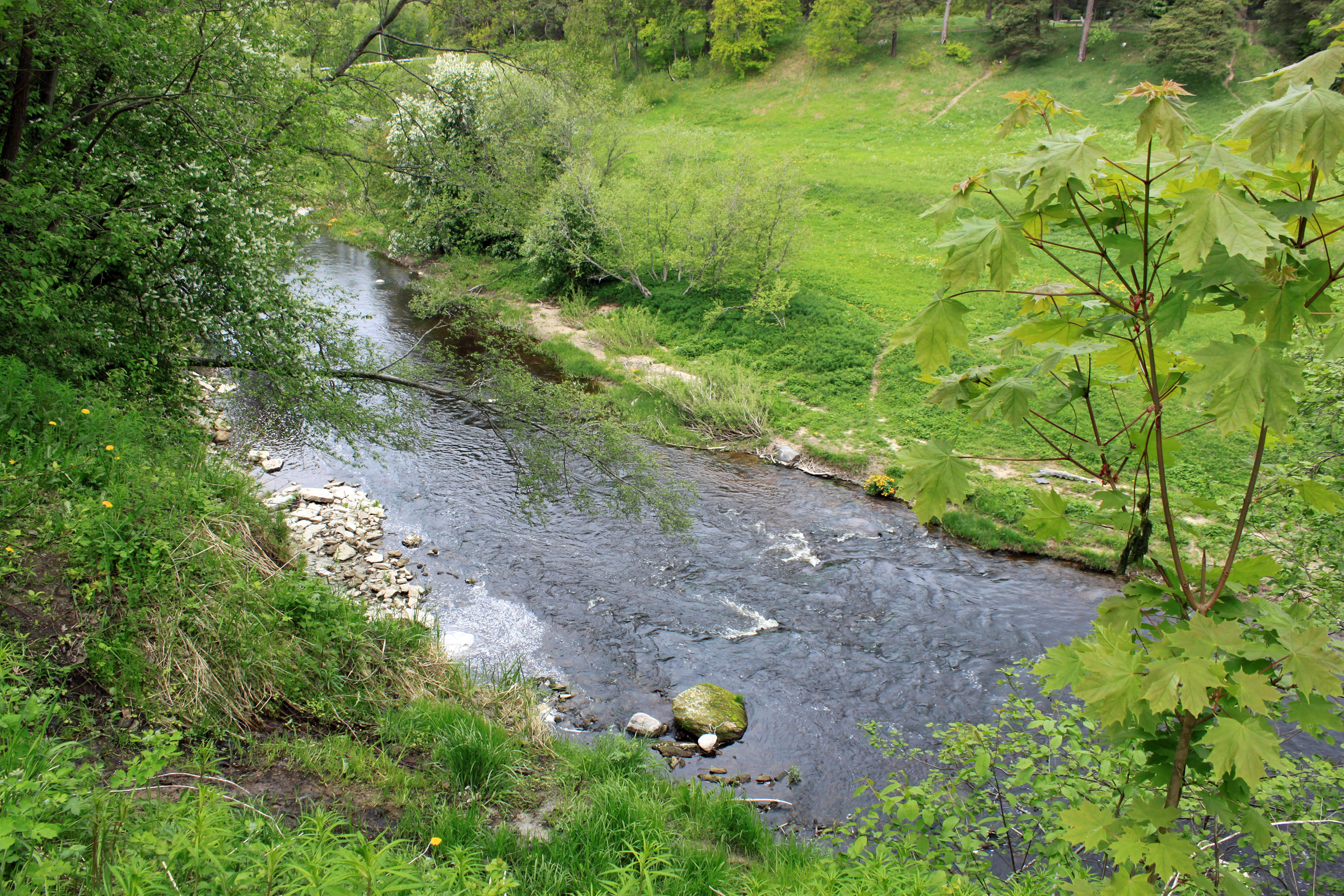
Река Пирита в микрорайоне Козе, Таллин
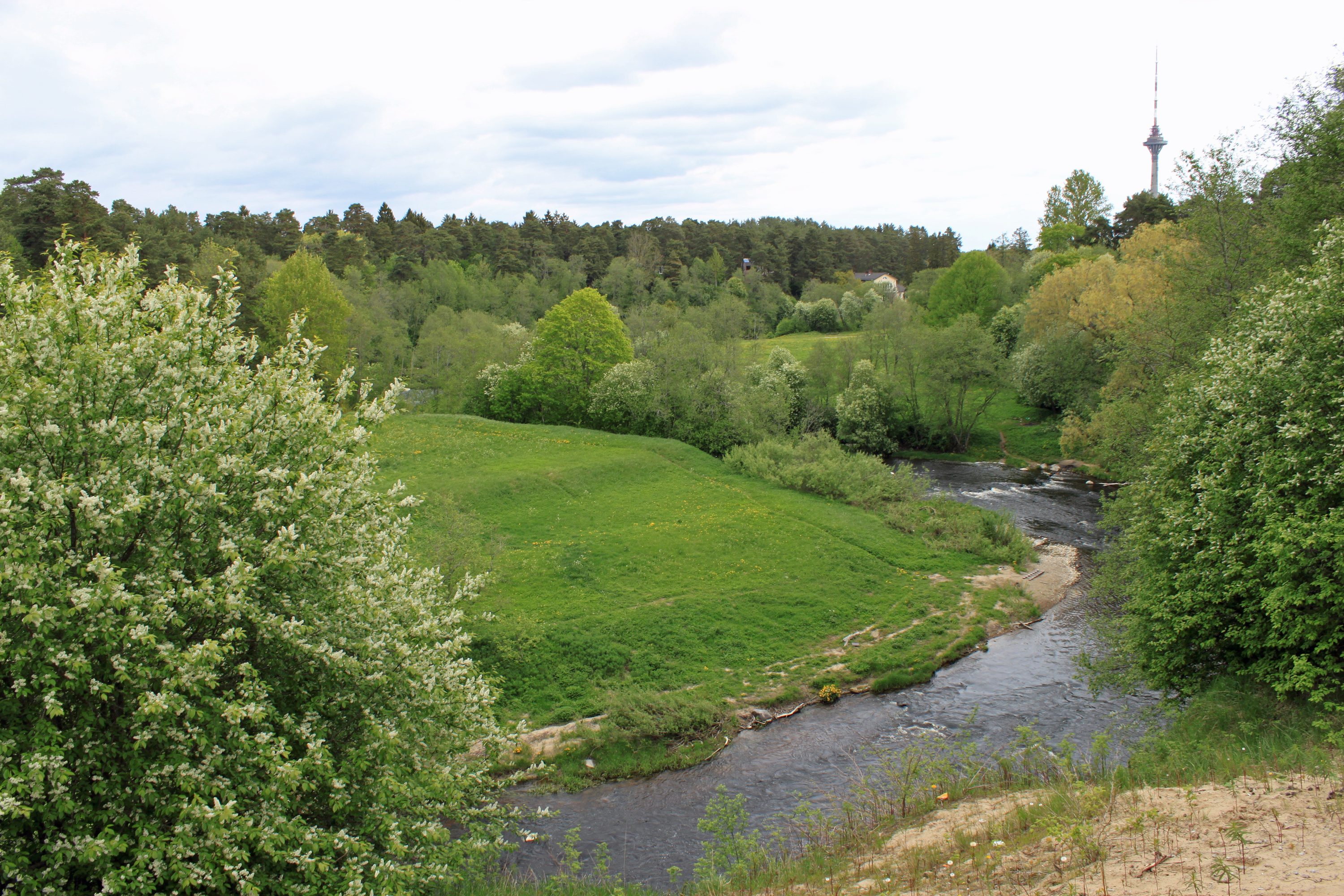
Природный парк Пирита и река Пирита
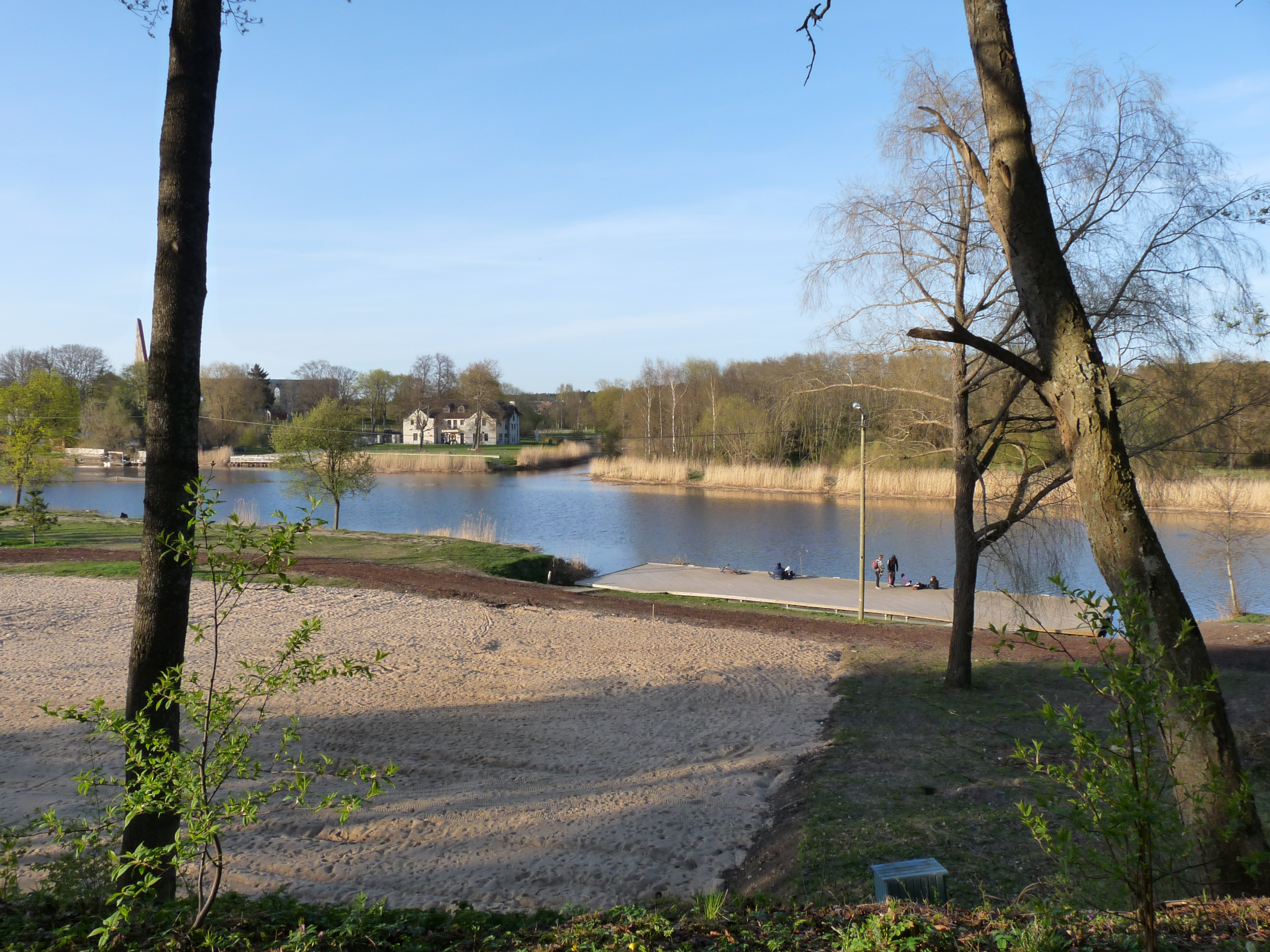
Вид на реку Пирита с таллинского велодрома
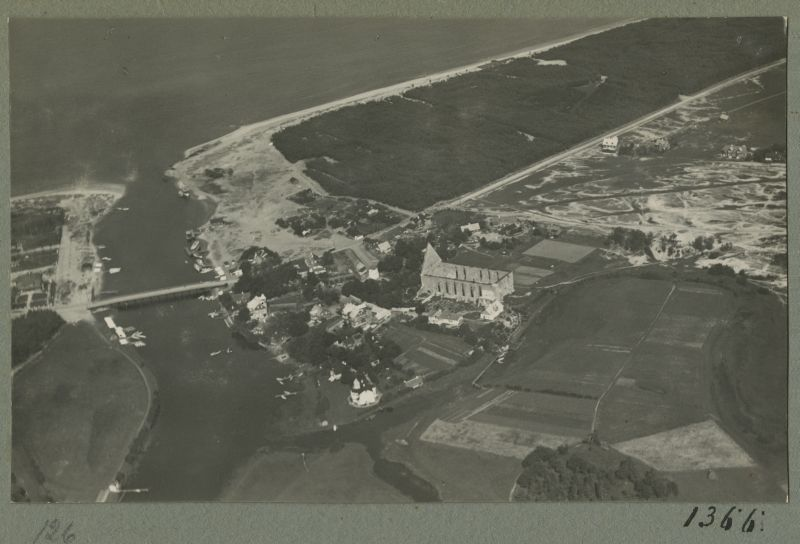
Аэрофото устья реки Пирита, 1930-е годы
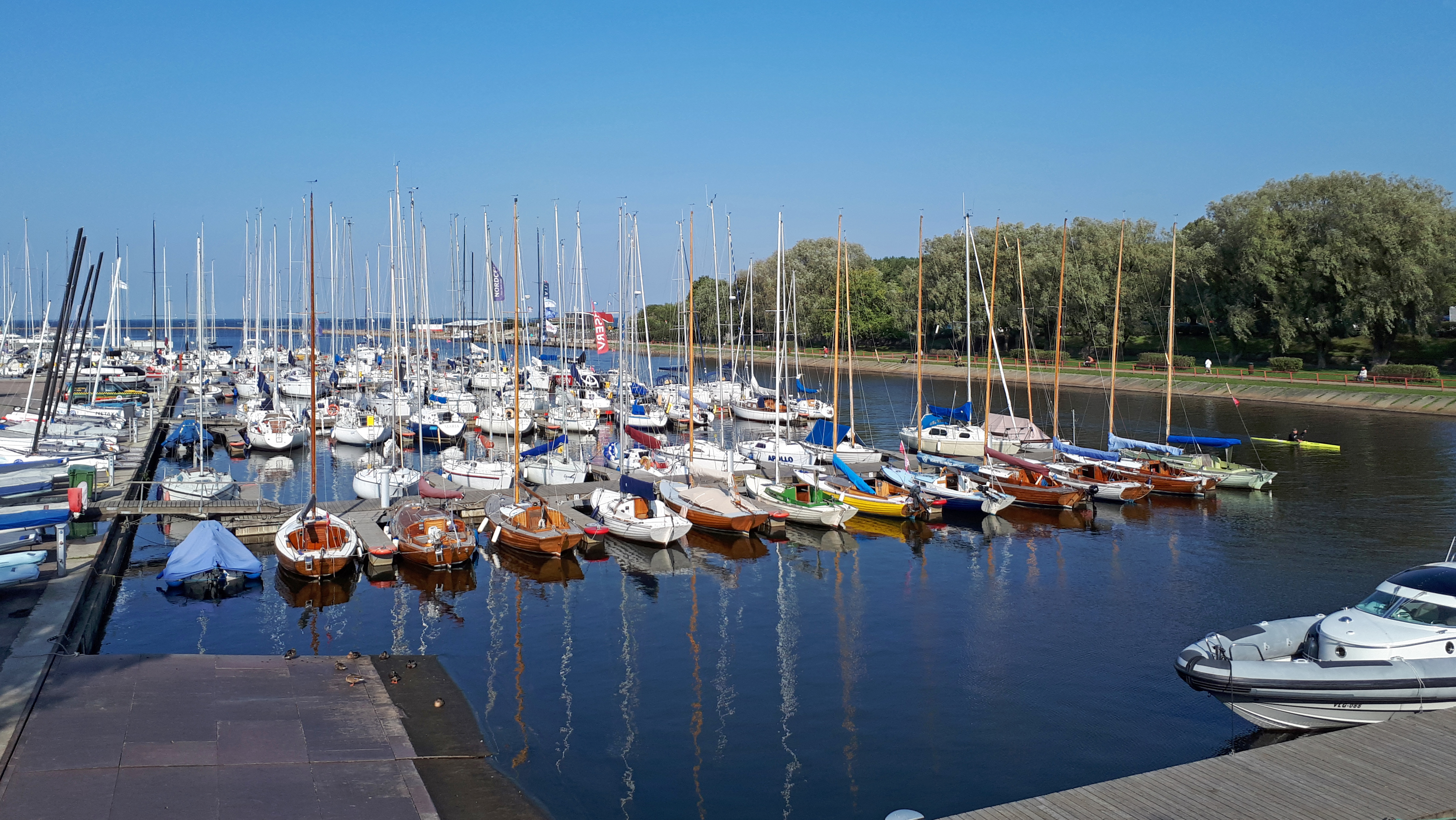
Яхты в устье реки Пирита, 2018 год